# Rosa Vergés
Pour les articles homonymes, voir Vergès.
Rosa Vergés, née le 22 février 1955 à Barcelone, est une réalisatrice espagnole.

## Biographie
Son père Josep Vergés dirige les éditions de littérature Destino. Rosa Vergés Coma grandit dans une maison fréquentée par de nombreux écrivains comme Josep Pla ou Miguel Delibes.
De 1971 à 1976, elle étudie l'histoire de l'art à l'université de Barcelone. Après une première expérience d'actrice dans une troupe de théâtre, elle opte pour le cinéma et suit une formation à la Sorbonne à Paris.
Pendant huit ans, elle travaille dans le cinéma en tant que  scénariste, scripte, directrice artistique, assistante de direction de dix-sept films. En 1980, elle supervise le script du film La muchacha de las bragas de oro de Vicente Aranda. Elle assiste le réalisateur Bigas Luna pour les films Lola et La Plaza del Diamante y Angustia.
En 1990, elle réalise son premier film Boom Boom. Il obtient le  Prix Goya, le Prix Sant Jordi et le Fotogramas de Plata.
Elle collabore avec Francesc Rovira Beleta, Vicente Aranda, José Antonio Salgot, Francesc Betriu, Francesc Bellmunt, Agustí Villaronga ou Bigas Luna.
Depuis 1994, elle enseigne la réalisation cinématographique à l'École Supérieure de Cinéma et Audiovisuels de la Catalogne. Elle intervient aussi dans les universités Raymond-Lulle, Menéndez Pelayo et Pompeu Fabra.
De 1994 à 1998, elle est vice-présidente de l'Académie des Sciences et les Arts Cinématographiques de l'Espagne. De 2009 à 2011, elle est membre du Conseil National de la Culture et les Arts de la Catalogne.

## Filmographie partielle
- 1990 : Boom Boom
- 1994 : Souvenir
- 1997 : Tic Tac
- 2004 : Iris